# Чизма (деревня)
Чизма (также Нижняя Чизма, Чизминская) — исчезнувшая деревня на территории современного Горнозаводского района Пермского края.

## Географическое положение
Деревня Чизма располагалась в горно-таёжной местности Среднего Урала, на крайнем востоке Пермского края возле условной границы Европы и Азии, у границы со Свердловской областью, на правом берегу реки Чусовая, напротив устья реки Чизма (левый приток Чусовой), выше по течению реки Чусовой в 285 километрах от камня Собачьи Рёбра в селе Слобода. В окрестностях урочища находится скала Камень Печка. Урочище находится к югу от районного центра города Горнозаводска; ближайшие населённые пункты — посёлки Кусье-Александровский и Усть-Тырым в Пермской крае, село Верхняя Ослянка и деревня Нижняя Ослянка в Свердловской области.

## История
Топоним Чизма произошёл от башкирского слова «шишме» или татарского «чишма», что означает источник. В окрестностях деревни много родников.
В долине Чизмы в 1750 году были открыты, а после разрабатывались шесть железных рудников. Руда доставлялась на лошадях к реке Чусовой, где загружалась на барки и отправлялась по Чусовой и Каме до Нытвинского завода. В 1788 году разработка рудников прекратилась, так как руда иссякла.
Деревня Чизма была основана в первой половине XIX века. Деревня состояла из одной улицы, тянувшейся вдоль реки Чусовая. В деревне имелась часовня и своя школа, которая закрылась в январе 1919 года. В советское время в деревне работал лесоучасток, на котором работали трудоармейцы и пленные немцы.
В 1841 году геолог Р. И. Мурчисон упоминает про выходы известняка возле деревни. В 1943 году вблиз деревни на Мельничном логу и в Кедровском логу были найдены алмазы. В первой половине 1950-х годов проводилась дражная разведка. В деревне имелся магазин, почта и школа.
В 1980-х годах деревня перестала существовать.
В настоящее время на месте деревни Чизма осталась только поляна.